# Каркаралински планини
Каркаралинските планини (на казахски: Қарқаралы таулары; на руски: Каркаралинские горы) са ниски планини в източната част на Казахската хълмиста земя, в Казахстан, основно на територията на Карагандинска област. Тук се издига връх Аксоран 1566 m, (48°25′26″ с. ш. 75°28′16″ и. д. / 48.423889° с. ш. 75.471111° и. д.), най-високата точка на Казахската хълмиста земя. Изградени са от гранити, порфирити, кварцити и др. Склоновете са силно разчленени от речни долини, сухи дерета и оврази. От тях във всички направления водят началото си множество реки, като всички се губят или в пясъците на околните пустини, или в множество временни и засолени езера. Най-големите реки, извиращи от Каркаралинските планини, са: Нура, Саръсу, Токрау, Талди, Тундък. Отделни малки участъци са заети от борови гори, а останалата част е покрита със степна тревиста растителност. Разработват се големи находища на полиметални руди.